# Eduardo Saverin
Eduardo Saverin (Sao Paulo, 1982. március 19. –) amerikai vállalkozó, Mark Zuckerberg, Dustin Moskovitz és Chris Hughes mellett a Facebook közösségi portál alapítója. Eduardo a Facebook cég 5%-os tulajdonosa.

## Magánélete
São Paulóban egy gazdag zsidó családban született. A Gulliver előkészítő iskolába járt Miamiban és a Harvard Egyetemen folytatta tanulmányait, ahol tagja volt a Phoenix SK Klubnak, és  a Harvard Investment egyesület elnöke volt. Jelenleg Szingapúrban él.

## The Social Networkfilm
Mark Zuckerbergről és a Facebook alapításáról David Fincher Social Network – A közösségi háló címmel készített filmet, melynek alapjául Ben Mezrich Véletlenül milliárdos című regénye szolgált.
Eduardo Saverint a filmben Andrew Garfield alakítja.
A filmet 2010. október 1-jén mutatták be.